# Carrizal (Kostaryka)
Carrizal – dystrykt w Kostaryce, w kantonie Alajuela, w prowincji Alajuela.

## Geografia
Carrizal ma powierzchnię 16,12 kilometrów kwadratowych i leży na wysokości 1470 m n.p.m.

## Demografia
Według zliczenia ludności w 2011 roku w dystrykcie Carrizal mieszkało 6 856 mieszkańców.

## Transport

### Transport drogowy
Przez dystrykt Carrizal biegną następujące drogi krajowe:
- Droga krajowa nr 125
- Droga krajowa nr 126